# Wydawnictwo Harmonia
Wydawnictwo Harmonia (dawniej Wydawnictwo Harmonia Józef Częścik) – polskie wydawnictwo edukacyjne z siedzibą w Gdańsku, istniejące od 1993 roku. Jego założycielem i współwłaścicielem jest Józef Częścik. Od 2020 roku współwłaścicielem i dyrektorem jest Wiktor Częścik.
Harmonia ma w swojej ofercie publikacje z zakresu edukacji przedszkolnej, wczesnoszkolnej i specjalnej oraz pedagogiki, psychologii i logopedii. Specjalizuje się w publikacjach dla uczniów ze specjalnymi potrzebami edukacyjnymi, m.in. z niepełnosprawnością intelektualną, spektrum autyzmu, dysleksją, trudnościami społecznymi i emocjonalnymi.
Wydawnictwo Harmonia razem z Wydawnictwem Harmonia Universalis i Wydawnictwem Józef Częścik wchodzi w skład Grupy Wydawniczej Harmonia.
Od 2010 roku firma dysponuje nowoczesnym centrum logistycznym w Cieplewie k. Pruszcza Gdańskiego. Od 2019 roku znajduje się we własnej siedzibie w Gdańsku przy ul. Kartuskiej 426.

## Działalność wydawnicza (rodzaje publikacji)
Wydawnictwo publikuje książki z zakresu:
- edukacji przedszkolnej i wczesnoszkolnej,
- wspomagania rozwoju dzieci,
- pedagogiki,
- pedagogiki specjalnej,
- terapii pedagogicznej,
- rewalidacji,
- logopedii,
- psychologii.

## Kluczowe serie i kolekcje wydawnicze[8]
- serie kart pracy dla uczniów z niepełnosprawnością intelektualną i dla uczniów ze spektrum autyzmu, np. seria Ja i mój świat[9], Śladami pór roku[10],
- pakiety edukacyjne – gotowe zestawy materiałów dostosowane do różnych poziomów edukacyjnych uczniów z orzeczeniem o potrzebie kształcenia specjalnego, np.  Ja i moje otoczenie[11], Funkcjonowanie osobiste i społeczne[12], Pracuję z kartami przez cały rok[13]
- materiały edukacyjne, np. Doradztwo zawodowe. Materiały edukacyjne dla klas 7–8 szkoły podstawowej, seria Materiały edukacyjne dla uczniów z niepełnosprawnością intelektualną[14],
- programy edukacyjno-terapeutyczne i dzienniki niezbędne w pracy nauczycieli, pedagogów i terapeutów, np. Jestem dorosły – będę tak żyć[15], Nowe programy edukacyjno-terapeutyczne dla I etapu nauczania uczniów z niepełnosprawnością intelektualną w stopniu umiarkowanym[16], Dziennik wychowawcy – pomoc psychologiczno-pedagogiczna[17],
- materiały do terapii integracji sensorycznej, np. seria Biblioteka SI,
- materiały do treningu umiejętności społecznych, np. seria Komiks społeczny[18], Kłopoty Tymona[19], Trening umiejętności społecznych dzieci i młodzieży[20],
- materiały do terapii logopedycznej, np. Zadania obrazowo-wyrazowe[21], Świat opowiadany. Scenariusze obrazkowe do zajęć rozwijających mowę z małymi dziećmi od 2. roku życia[22]
- materiały do terapii pedagogicznej (zajęć korekcyjno-kompensacyjnych) i do rewalidacji, np. Ćwiczenia korekcyjno-kompensacyjne dla dzieci 6–9-letnich[23], Rewalidacja w ogólnodostępnej szkole ponadpodstawowej. Program zajęć[24], 100 Kart pracy z ćwiczeniami korekcyjno-kompensacyjnymi ułatwiającymi naukę czytania i pisania[25]
- materiały wspierające rozwój mowy, np., Lubię mówić[26]
- materiały wspierające rozwój emocjonalny dzieci i młodzieży, np. Co oni mówią? Co oni myślą?[27],
- kolekcja publikacji związanych z Metodą Dobrego Startu, np. Metoda Dobrego Startu. Od głoski do słowa. Program wspomagania rozwoju małych dzieci oraz dzieci z opóźnionym rozwojem językowym i wadą słuchu[28],
- publikacje z zakresu komunikacji alternatywnej (AAC), np. Biblioteka AAC[29].

## Wybrani autorzy
Wybrani autorzy współpracujący z Wydawnictwem Harmonia:
- Marta Baj-Lieder[30]
- Małgorzata Barańska[31]
- Marta Bogdanowicz[32]
- Agnieszka Borowska-Kociemba[33]
- Magdalena Hinz[34]
- Ewa Jakacka[35]
- Anna Jarosz-Bilińska[36]
- Tomasz Klaman[37]
- Olga Kłodnicka[38]
- Małgorzata Krukowska[39]
- Anna Lubner-Piskorska[40]
- Arkadiusz Maćkowiak[41]
- Alicja Małasiewicz[42]
- Renata Naprawa[43]
- Ewa Pisula[44]
- Małgorzata Podleśna[45]
- Kazimierz Słupek[46]
- Romana Sprawka[47]
- Jacek Stojanowski[48]
- Katarzyna Szłapa[49]
- Elżbieta i Witold Szwajkowscy[50]
- Alicja Tanajewska[51]
- Bogumiła Toczyska[52]
- Iwona Tomasik[53]
- Anna Tońska-Szyfelbein[54]
- Anna Walencik-Topiłko[55]
- Grażyna Wasilewicz[56]
- Marta Wiśniewska[57]
- Sławomir Wrzesiński[58]
- Barbara Zakrzewska[59]